# La Vocation de Lolo
Pour les articles homonymes, voir Lolo.
Pour plus de détails, voir Fiche technique et Distribution.
La Vocation de Lolo est un film muet français réalisé par Adrien Caillard ou Georges Monca, sorti en 1912.

## Fiche technique
- Titre : La Vocation de Lolo
- Réalisation : Georges Monca
- Scénario : Adrien Caillard
- Photographie :
- Montage :
- Société de production : Société cinématographique des auteurs et gens de lettres (S.C.A.G.L)
- Société de distribution : Pathé Frères
- Pays d'origine :  France
- Langue : film muet avec les intertitres en français
- Métrage : 240 mètres
- Format : Noir et blanc — 35 mm — 1,33:1 — Muet
- Genre :  Comédie
- Durée : 8 minutes
- N° de catalogue Pathé : 4972
- Dates de sortie : 
  -  France : 19 avril 1912

## Distribution
- Mistinguett
- Fernand Tauffenberger
- Charles Lorrain
- Henri Collen
- Jean Ayme